# Gigapedia

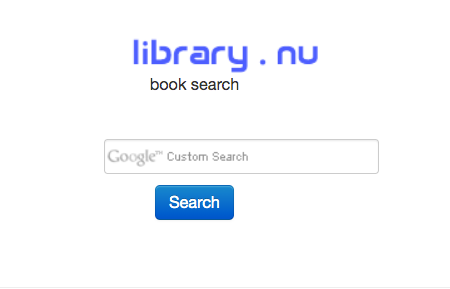
interfejs Gigapedii/Library.nu

Gigapedia (od 2010 do zamknięcia pod domeną Library.nu) – biblioteka cyfrowa typu shadow library, umożliwiająca darmowy dostęp do elektronicznych publikacji książkowych wbrew przepisom prawa autorskiego wielu krajów. Działała do lutego 2012.

## Działalność
Biblioteka do 2010 działała pod nazwą Gigapedia. Założona została około 2006, zgodnie z innymi opracowaniami w 2004 lub 2005. Według niektórych źródeł nosiła wcześniej nazwę Ebooksclub. Domena .nu przypisana jest do wyspiarskiego kraju Niue. W latach 2006-2007 rozwijająca się biblioteka skopiowała anglojęzyczną część zasobów rosyjskiej podziemnej biblioteki cyfrowej Kołkhoz. W 2008 dysponowała zasobem około 110 000 pozycji. Według poszczególnych źródeł zasoby biblioteki wynosiły w 2012 od 400 000 do 1 000 000 książek, co czyniło ją największą wówczas shadow library. Biblioteka miała charakter wielojęzyczny; poza angielskimi (stanowiącymi większość) znajdowały się w niej również publikacje w języku niemieckim, francuskim, rosyjskim, hiszpańskim i innych. Znaczną część spośród nich stanowiły publikacje o charakterze naukowym, zwłaszcza z zakresu nauk ścisłych. Pliki książek znajdowały się na serwerach hostingowych iFile.it, megaupload.com i mediafire.com (w większości iFile.it). Portal czerpał dochody z dobrowolnych donacji oraz reklam na stronie. Umożliwiał rejestrację, posiadał rozwiniętą społeczność użytkowników wraz z systemem rang i nagród za dodawanie nowych plików. Wyróżniał się zaawansowanym centralnym katalogiem i systemem zamówień konkretnych pozycji przez czytelników. W listopadzie 2011 zaimplementowano możliwość wykupienia konta premium. 

## Śledztwo, proces i zamknięcie strony
Do zamknięcia Library.nu doprowadziła skoordynowana akcja siedemnastu brytyjskich, amerykańskich i niemieckich podmiotów związanych z rynkiem wydawniczym, m.in. Börsenverein des Deutschen Buchhandels i International Publishers Association, które to stowarzyszenia przewodziły oskarżeniu, oraz wydawnictw: Elsevier, Macmillan, John Wiley & Sons, Oxford University Press, HarperCollins i innych. Wraz z Library.nu oskarżony został portal iFile.it, który hostował większość dostępnych przez bibliotekę materiałów.  
Pozew sądowy poprzedziło kilkumiesięczne śledztwo prywatne zorganizowane przez poszkodowane firmy-wydawców. Zajmowała się nim niemiecka firma prawnicza Lausen Rechtsanwalte, wyspecjalizowana w sprawach z zakresu prawa autorskiego. Firma wykryła powiązania domeny iFile.it z Library.nu, dowiódłszy, że administratorzy obydwu bytów mają siedziby w irlandzkim mieście Galway. We współpracy z  Irish National Federation Against Copyright Theft firmy wynajęły prywatnych detektywów, którzy ustalili, że siedziby administratorów domen znajdują się niedaleko siebie. Do dekonspiracji administratorów strony doszło za sprawą wykorzystania danych osobistych z aplikacji PayPal, przez którą zbierano donacje od użytkowników. Okazało się, że administratorami Library.nu były osoby związane z firmą posiadającą domenę iFile.it. Pozwoliło to wytoczyć sprawę sądową równocześnie obydwu portalom.
Sprawa wytoczona została przed sądem w Monachium. W jej toku strona wydawców oszacowała, że Library.nu i iFile.it mogły wygenerować przychód rzędu ok. 10 milionów dolarów. Po tym, jak monachijski sąd wydał nakaz zaprzestania działalności przez Library.nu (luty 2012), portal został zamknięty. Przez pewien czas domena przekierowywała na portale Amazonu i Google Books. Strona nie została zajęta i najprawdopodobniej nie postawiono w związku ze sprawą zarzutów kryminalnych; administrator strony pod groźbą dalszych konsekwencji został zmuszony do zawieszenia działalności Library.nu.

## Opinie
Stowarzyszenie Wydawców Amerykańskich określiło działalność Library.nu jako "jedno z największych pirackich przedsięwzięć internetowych na świecie".  Z racji szerokiej dostępności materiałów i nielegalnego charakteru strona była określana jako "The Pirate Bay dla naukowców". Zamknięcie portalu wywołało sprzeciw i krytykę społeczności aktywistów i użytkowników, którzy akcję koalicji wydawców porównywali m.in. do spalenia Biblioteki Aleksandryjskiej. Poparcie dla idei shadow library sygnalizowała część środowiska naukowego oraz działaczy społecznych, zwracających uwagę m.in. na brak dostępu do legalnych źródeł wiedzy w krajach rozwijających się. Sprawa spotkała się ze stosunkowo niewielkim zainteresowaniem tradycyjnych mediów.

## Baza danych
Bazy danych oraz zbiory zgromadzone przez wolontariuszy i użytkowników Gigapedii zachowały się, najprawdopodobniej w całości. Około 2011 zostały zagregowane na serwery związanej z rosyjskim środowiskiem naukowym strony Library Genesis. Wraz z przejęciem zasobów Gigapedii archiwum Library Genesis powiększyło się znacznie oraz zyskało międzynarodowy, wielojęzyczny charakter. Około 2015 bazy danych LibGen, wraz z kolekcją odziedziczoną po Gigapedii, zawierały około 1,5 miliona książek.